# Vörös 2G
A Vörös 2g (E128) (más néven Red 2G, Acid Red 1, Food Red 10, Amidonaphthol red G, azogeranine, azophloxine, azofloxin, vagy C.I. 18050) egy szintetikus piros adalékanyag. Vízben oldékony, etanolban kevéssé oldékony.

## Felhasználása
Az Európai Unióban régebben élelmiszer-adalékanyagként használták némely felvágottakban és hamburger-húsokban, minimális mennyiségben. 2007 nyarán egy bizottsági rendelet a használatát felfüggesztette.
A Vörös 2g-t Ausztrália, Ausztria, Kanada, Japán, Norvégia, Svédország és Malajzia  és az USA betiltotta. Izraelben, Írországban. és Görögországban (illetve az egész EU-ban) 2007 júliusában tiltották be.
A bélrendszerben a Vörös 2g anilinné, egy mérgező vegyületté alakulhat.

## Egyéb felhasználás
Ruhaszövetek, festékek, papírok színezésére, a biológiában szövettani festésekhez használják.